# Барльё
Барльё (фр. Barlieu) — коммуна во Франции, находится в регионе Центр. Департамент — Шер. Входит в состав кантона Вайи-сюр-Содр. Округ коммуны — Бурж.
Код INSEE коммуны — 18022.
Коммуна расположена приблизительно в 155 км к югу от Парижа, в 75 км юго-восточнее Орлеана, в 50 км к северу от Буржа.

## Население
Население коммуны на 2008 год составляло 406 человек.
| 1962 | 1968 | 1975 | 1982 | 1990 | 1999 | 2008 |
| ---- | ---- | ---- | ---- | ---- | ---- | ---- |
| 478  | 537  | 459  | 413  | 433  | 363  | 406  |

## Администрация
| Период | Период | Фамилия       | Партия | Примечания |
| ------ | ------ | ------------- | ------ | ---------- |
| 2001   | 2008   | Юбер Бобуа    |        |            |
| 2008   | 2014   | Кристиан Форе |        |            |

## Экономика

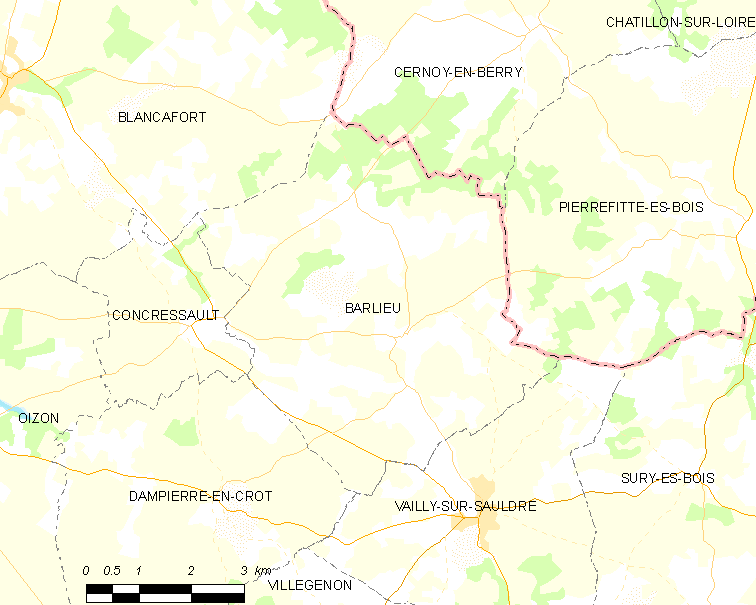
Карта коммуны

В 2007 году среди 229 человек в трудоспособном возрасте (15-64 лет) 171 были экономически активными, 58 — неактивными (показатель активности — 74,7 %, в 1999 году было 70,1 %). Из 171 активных работали 156 человек (82 мужчины и 74 женщины), безработных было 15 (7 мужчин и 8 женщин). Среди 58 неактивных 10 человек были учениками или студентами, 41 — пенсионерами, 7 были неактивными по другим причинам.

## Достопримечательности
- Приходская церковь Сен-Жермен (XII век)
  - Запрестольный образ «Чудо лактации Св. Бернарда» (1626 год). Размеры — 110,5×81 см. Исторический памятник с 2011 года[3]
- Водяная мельница